# إيكيتشوكو أونييكا
إيكيتشوكو أونييكا (بالإنجليزية: Ikechukwu Onyeka)‏، هُو مُخرج أفلام نيجيري.

## وصلات خارجية
- إيكيتشوكو أونييكا في قاعدة بيانات الأفلام على الإنترنت